# Sonsonate (departement)
Sonsonate is een departement van El Salvador, gelegen in het zuidwesten van het land aan de Grote Oceaan. De hoofdstad is de gelijknamige stad.
Het departement Sonsonate omvat 1226 km² en heeft 501.780 inwoners (2016). Sonsonate werd op 12 juni 1824 gesticht. Op 29 januari 1859 werden de gemeenten Apaneca, San Pedro Puxtla, Guaymango and Jujutla van Sonsonate losgemaakt en bij het departement Santa Ana gevoegd, waardoor Sonsonate de huidige grenzen kreeg.
Het gebied wordt overwegend gebruikt voor de landbouw, die dankbaar gebruik maakt van de vruchtbare vulkanische bodem. De aan de oceaan gelegen vulkaan Izalco barstte sinds 1770 ten minste 51 keer uit, voor het laatst in 1966.
Veel plaatsnamen in Sonsonate zijn vormen van het Nahuatl, een wijdverbreide maar bedreigde Mesoamerikaanse taal die in Sonsonate hier en daar opnieuw op de basisschool onderwezen wordt. Het oostelijke Nahuatl wordt ook Pipil genoemd.

## Gemeenten
Het departement bestaat uit zestien gemeenten:
1. Acajutla
2. Armenia
3. Caluco
4. Cuisnahuat
5. Izalco
6. Juayúa
7. Nahuizalco
8. Nahulingo
9. Salcoatitán
10. San Antonio del Monte
11. San Julián
12. Santa Catarina Masahuat
13. Santa Isabel Ishuatán
14. Santo Domingo
15. Sonsonate
16. Sonzacate

Ahuachapán · Cabañas · Chalatenango · Cuscatlán · La Libertad · La Paz · La Unión · Morazán · San Miguel · San Salvador · San Vicente · Santa Ana · Sonsonate · Usulután